# إيلتاني
الملكة إيلتاني (حوالي 1750 قبل الميلاد) هي زوجة الحاكم أقبا-هامو. اكتُشف أرشيفها في قصر مدينة كارانا (المعروفة حالياً بـتل الرماح). تضمنت المجموعة الرئيسية من الألواح في الأرشيف نحو 200 رسالة وسجل إداري تتعلق مباشرة بالملكة.
تخبرنا الرسائل أن الملكة إيلتاني كانت تعمل بجد في إدارة صناعات القصر، وخصوصاً النسيج والغذاء، وكان عليها تلبية الطلبات العاجلة والمتكررة لزوجها من البضائع والكوادر. كما تعاملت مع العديد من الرسائل من أشخاص يطلبون المساعدة أو الموارد، وكانت قلقة بشأن صحتها، كثيرة الشكوى والاستياء. عمل إيلتاني كمشرفة على تجارة النسيج في قصر الرماح موثق جيداً في الأرشيف. كان "قسم إيلتاني"، كما كان يُسمى، يضم 15 امرأة و10 رجال. كما شاركت في تجارة المعادن؛ فقد استلمت النحاس شخصياً من أحد مرؤوسيها الذكور
كانت بلاسونو شقيقة إيلتاني.

## كاهنات الـناديتوباسمإيلتاني
كان هناك على الأقل ثلاث كاهنات ناديتو باسم إيلتاني: أخت الملك حمورابي، وابنة الملك سين-مبالات، وأخت الملك أمديتانا.
المدينة والدير في سيبار موثقان جيداً ويشكلان نموذجاً مصغراً لحياة النساء، وخاصة الكاهنات، في الفترة البابلية القديمة. كان معبد شمش أبرز مبنى في سيبار. وكانت النساء نشطات مثل الرجال في المعبد والدير. لم يكن يُسمح بأن يصبح كاهناً من نوع ناديتو إلا النساء فقط. كان هناك عادة حوالي مئتي كاهنة ناديتو عازبة لشَمش يعشن في الدير في وقت واحد، ومعظمهن من الأسر الملكية أو الطبقة العليا. قدّمت إيلتاني، الكاهنة أخت الملك حمورابي، قرابين من كعك التمر في المهرجانات. كما أجّرت بستانها لسداد الضرائب المتأخرة، وأجّرت حقلها لكاتب